# Marsz Chabarowski
Marsz Chabarowski (ros. Хабаровский поход) – operacja wojskowa Białych przeciwko siłom Republiki Dalekowschodniej w latach 1921–1922.
W marcu 1921 r. we Władywostoku doszło do antybolszewickiej rebelii, w rezultacie której powstał Tymczasowy Rząd Przyamurski na czele z Spirydionem D. Mierkułowem. Jego siły zbrojne zostały nazwane Armią Dalekowschodnią, zaś ich dowódcą został gen. Wiktoryn M. Mołczanow. Zostały z niej wydzielone 6-tysięczne siły wojskowe, nazwane Armią Białopowstańczą. Na jej czele stanął gen. W.M. Mołczanow. Funkcję szefa sztabu objął gen. Paweł P. Pietrow. Wchodzące w skład armii brygady przekształcono w oddziały powstańcze, które nazwano kolorami (np. oddziały Brygady Iżewsko-Wotkińskiej – niebieskie, Pułk Uralski – czarny, Pułk Irkucki – malinowy, czy Pułk Omski – zielony). Na pocz. listopada 1921 r. przystąpiła ona do ryzykownego tzw. Marszu Chabarowskiego w celu zdobycia Chabarowska i wywołania antybolszewickiego powstania miejscowej ludności. Marsz odbywał się 2 kolumnami: wzdłuż linii kolejowej Władywostok-Chabarowsk i wzdłuż rzeki Ussuri. Dowódcą jednej z kolumn był płk Borys B. Filimonow. W poł. listopada na kierunku anuczinskim osiągnięto pierwsze sukcesy bojowe, zdobywając kilka dział i amunicję do nich (nie było ich u Białych). Natarcie rozwijało się pomyślnie, zaś wojska Republiki Dalekowschodniej z reguły wycofywały się, stawiając jedynie miejscami opór. Biali zdobywali coraz więcej karabinów ręcznych, karabinów maszynowych i dział, a także 2 pociągi pancerne. 22 grudnia został zajęty Chabarowsk. Armia Białopowstańcza ruszyła w kierunku zachodnim, ale 28 grudnia pod wsią Ina poniosła pierwszą porażkę. Pomimo tego do końca grudnia opanowała prawie cały obszar Przyamuria i Przymorza. Wojska Białych przemaszerowały przez ponad 600 wiorst. Biali starali się utrzymywać swoje wojska w ryzach, uniemożliwiając rekwizycje wśród ludności cywilnej, dzięki czemu w dużej części poparła ich. Nie doszło jednak do masowego powstania antybolszewickiego. Ponadto na tyłach wojsk Białych zaczęła się szerzyć bolszewicka partyzantka, która przerwała strategiczną linię kolejową Władywostok-Chabarowsk. W rezultacie część oddziałów musiało być skierowanych przeciwko partyzantom. Na pocz. stycznia 1922 r. władze bolszewickie ześrodkowały w rejonie Chabarowska silną grupę wojskową pod dowództwem Wasilija K. Blüchera, która przystąpiła do kontrnatarcia przeciwko Białym. Pod koniec stycznia doszło do ciężkich walk pod wsią Olchochta, zaś w poł. lutego pod Wołoczajewką, w wyniku których obie strony poniosły duże straty. Silnie osłabiona Armia Białopowstańcza, nieodpowiednio wyekwipowana na warunki zimowe i pozbawiona dużej części wyposażenia wojskowego, została zmuszona do opuszczenia Chabarowska, zajętego 14 lutego przez bolszewików bez walki. Wojska Białych wycofały się na terytorium okupowane przez interwencyjne wojska japońskie, ponosząc po drodze pod Bikinem kolejną porażkę. Do pocz. kwietnia bolszewicy zlikwidowali ostatnie oddziały Białych. Straty wojsk bolszewickich wyniosły ogółem ok. 570 zabitych i ponad 1250 rannych, zaś Białych ok. 1 tys. ludzi.